# 劉瑞祺
劉瑞祺（1832年—1891年），字伯符、號景臣、謹丞，江西省九江府德化縣（今江西省九江市）人，清朝政治人物、進士出身。
咸豐九年，鄉試中舉。同治元年，登進士，改庶吉士。次年，授翰林院編修，同治三年，任順天鄉試同考官。同治七年，任會試同考官。同治八年，任湖廣道監察御史。同治十年，任掌湖廣道監察御史；同治十三年，再任會試同考官。光緒元年，任甘肅鄉試副考官。光緒四年，任江南道監察御史、掌四川道監察御史、禮科給事中。光緒七年，任兵科給事中。光緒九年，任戶科掌印給事中、福建督糧道。光緒十二年，任浙江按察使、河南布政使。光緒十六年，任福建布政使、山西巡撫，坐銜兵部侍郎、兼都察院右副都御史。